# 卓迈
卓迈（？—？），號直初，福建莆田縣人，明朝政治人物。进士出身。

## 生平
萬曆三十一年（1603年）癸卯科福建鄉試舉人，萬曆四十七年（1619年），卓迈中式己未科进士。工部觀政，同年六月任嘉定县知县，天啓元年應天府同考，五年考选，授雲南道監察御史，本年差西城，五年六月以门户劾太仆寺少卿孟习孔、南京太仆寺卿赵健并陕西巡抚翟凤翀。六年巡视東城，七年順天巡按，八月监臨順天鄉試。叙宁锦功，加一级，加升太仆寺少卿。崇祯元年养病，二年以阉党革职为民。

## 家族
曾祖卓仲吕。祖卓定，寿官。父卓居業，庠生。